# Gneu Corneli Dolabel·la (cònsol 81 aC)
Gneu Corneli Dolabel·la (llatí: Cnaeus Cornelius Dolabella) va ser un magistrat romà, net del Gneu Corneli Dolabel·la, cònsol el 159 aC. Era fill de Gneu Corneli Dolabel·la, assassinat l'any 100 aC junt amb el tribú de la plebs Appuleu Saturní.
Durant la guerra entre Gai Mari i Sul·la va fer costat al darrer i l'any 81 aC,quan Sul·la era dictador, va ser nomenat cònsol, magistratura que llavors no gaudia de poders efectius, i l'any següent va ser governador de Macedònia amb el càrrec de procònsol. A aquesta província va lluitar contra els tracis i a la seva tornada va obtenir els honors del triomf.
L'any 77 aC va ser acusat per Juli Cèsar d'extorsió mentre era a Macedònia, però va ser absolt.